# Aegopodium podagraria
Aegopodium podagraria, cunoscută tradițional și ca piciorul caprei, este o plantă perenă și face parte din familia Umbelliferae (Apiaceae), fiind înrudită cu morcovul. Crește în locurile umbrite. Este specia tip a genului Aegopodium. Specia este nativă Eurasiei, și a fost introdusă în restul lumii ca să fie plantă ornamentală.